# Zaraza płucna bydła
Zaraza płucna bydła (łac. Pleuropneumonia contagiosa bovum) – zakaźna choroba bydła przebiegająca jako krupowe zapalenie płuc lub zapalenie opłucnej. Wywoływana przez Mycoplasma mycoides – drobnoustrój nieposiadający ściany komórkowej.
W Polsce choroba zwalczana z urzędu, podlega zakazowi szczepień.